# Série des stades de la LNH 2017
Navigation
2016 2018
La Série des stades de la LNH 2017 (dans sa version complète Série des stades Coors Light 2017 de la LNH), dont le sponsor est la brasserie américaine Coors, est un match en plein air se déroulant lors de la saison régulière de la Ligue nationale de hockey (LNH). Cette série se distingue des Classiques telles que la Classique hivernale et la Classique Héritage. La rencontre oppose les Penguins de Pittsburgh aux Flyers de Philadelphie au Heinz Field le 25 février 2017.

## Effectifs
| No | Joueur                   | Position       |
| -- | ------------------------ | -------------- |
| 3  | Radko Gudas              | Défenseur      |
| 9  | Ivan Provorov            | Défenseur      |
| 10 | Brayden Schenn           | Centre         |
| 12 | Michael Raffl            | Ailier gauche  |
| 14 | Sean Couturier           | Centre         |
| 17 | Wayne Simmonds           | Ailier droit   |
| 22 | Dale Weise               | Ailier droit   |
| 23 | Brandon Manning          | Défenseur      |
| 24 | Matt Read                | Ailier droit   |
| 25 | Nick Cousins             | Centre         |
| 28 | Claude Giroux            | Centre         |
| 30 | Michal Neuvirth          | Gardien de but |
| 32 | Mark Streit              | Défenseur      |
| 35 | Steve Mason              | Gardien de but |
| 40 | Jordan Weal              | Centre         |
| 47 | Andrew MacDonald         | Défenseur      |
| 53 | Shayne Gostisbehere      | Défenseur      |
| 76 | Chris VandeVelde         | Centre         |
| 78 | Pierre-Édouard Bellemare | Ailier gauche  |
| 93 | Jakub Voráček            | Ailier droit   |

| No | Joueur            | Position       |
| -- | ----------------- | -------------- |
| 2  | Chad Ruhwedel     | Défenseur      |
| 4  | Justin Schultz    | Défenseur      |
| 7  | Matt Cullen       | Centre         |
| 8  | Brian Dumoulin    | Défenseur      |
| 13 | Nick Bonino       | Centre         |
| 14 | Chris Kunitz      | Ailier gauche  |
| 16 | Eric Fehr         | Centre         |
| 23 | Scott Wilson      | Ailier gauche  |
| 24 | Cameron Gaunce    | Défenseur      |
| 28 | Ian Cole          | Défenseur      |
| 29 | Marc-André Fleury | Gardien de but |
| 30 | Matt Murray       | Gardien de but |
| 34 | Tom Kühnhackl     | Ailier droit   |
| 59 | Jake Guentzel     | Ailier gauche  |
| 62 | Carl Hagelin      | Ailier gauche  |
| 65 | Ron Hainsey       | Défenseur      |
| 71 | Ievgueni Malkine  | Centre         |
| 72 | Patric Hörnqvist  | Ailier droit   |
| 81 | Phil Kessel       | Ailier droit   |
| 87 | Sidney Crosby     | Centre         |

## Match

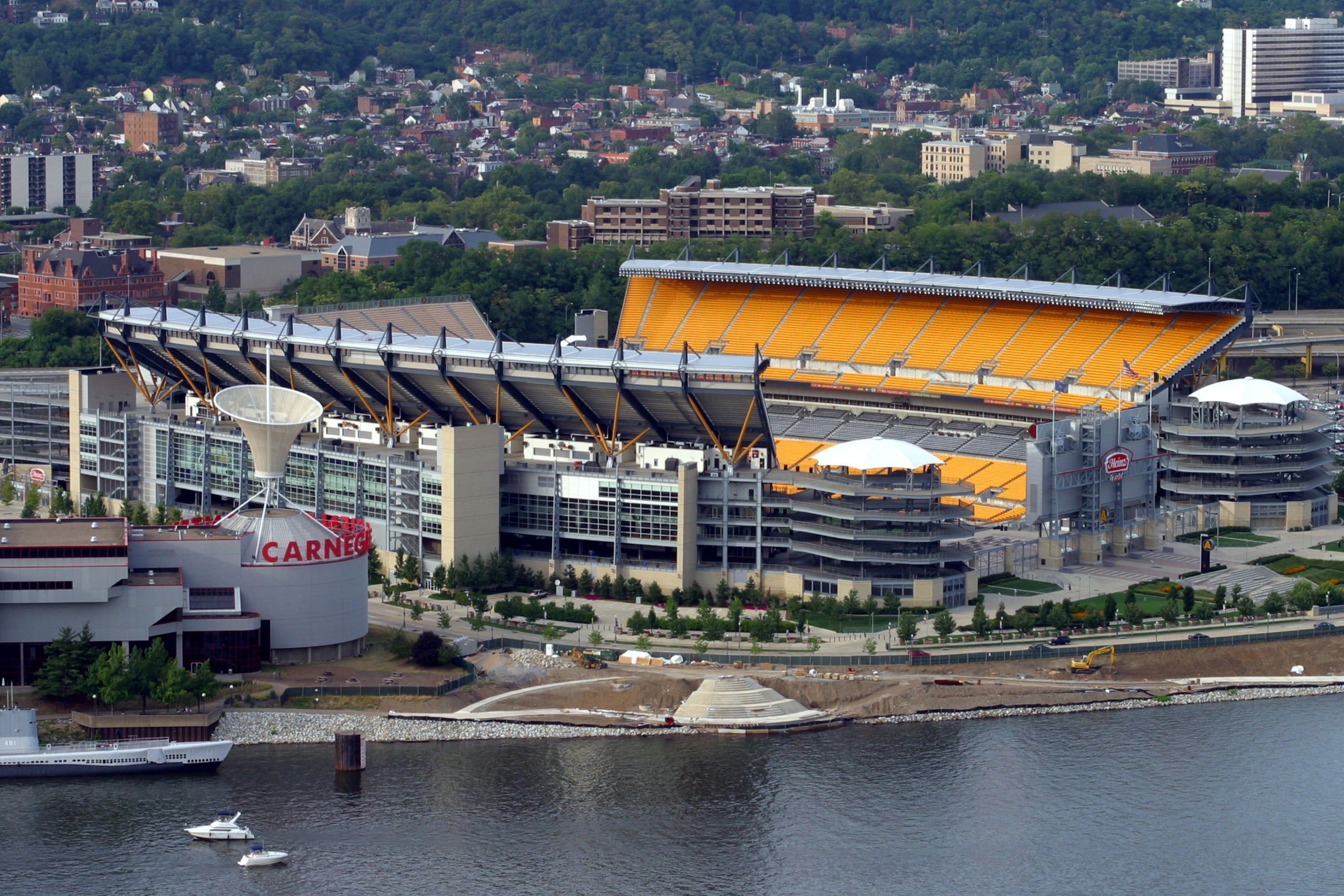
Le Heinz Field de Pittsburgh, théâtre de la rencontre.

| 25 février | Penguins de Pittsburgh | 4-2 (1-0, 1-1, 2-1) | Flyers de Philadelphie | Heinz Field 67 318 spectateurs |

| Feuille de match | Feuille de match | Feuille de match        | Feuille de match                                                                         | Feuille de match                                               |
| ---------------- | --- | ----------------------- | ---------------------------------------------------------------------------------------- | -------------------------------------------------------------- |
|                  | Crosby (Guentzel, Wilson) — 11 min 18 s Bonino (Guentzel, Dumoulin) — 26 min 44 s (SN) - Cullen (Fehr, Kühnhackl) — 41 min 50 s - Ruhwedel (Malkine) — 54 min 6 s | 1-0 2-0 2-1 3-1 3-2 4-2 | - Voráček (MacDonald) — 31 min 14 s - Gostisbehere (Giroux, Schenn) — 46 min 48 s (SN) - | Arbitrage : Eric Furlatt, Ian Walsh Derek Amell, Brad Kovachik |
| Murray           | Gardiens | Neuvirth                |                                                                                          | Arbitrage : Eric Furlatt, Ian Walsh Derek Amell, Brad Kovachik |
| 10 min           | Pénalités | 12 min                  |                                                                                          | Arbitrage : Eric Furlatt, Ian Walsh Derek Amell, Brad Kovachik |
| 29               | Tirs | 38                      |                                                                                          | Arbitrage : Eric Furlatt, Ian Walsh Derek Amell, Brad Kovachik |